# Matta hambletoni
Matta hambletoni är en spindelart som beskrevs av Crosby 1934. Matta hambletoni ingår i släktet Matta och familjen Tetrablemmidae. Inga underarter finns listade i Catalogue of Life.